# Nystadsregionen
Nystadsregionen (finsk: Vakka-Suomi eller Vakka-Suomen seutukunta) er en af de seks økonomiske regioner i landskapet Egentliga Finland i Finland. Regionen ligger ved den sydlige del af Finlands vestkyst. 

## Kommuner
Regionen består af købstaden Nystad og fem andre kommuner.
Alle seks kommuner i regionen er ensprogligt finske.
60°46′07″N 21°31′04″Ø / 60.76871°N 21.51775°Ø